# تپه کین آو
تپه کین آو مربوط به دوره اشکانیان - دوره ساسانیان است و در شهرستان کوهدشت، بخش مرکزی، دهستان کوهدشت شمالی، ۹۰۰ متری شمال روستای سربرزه واقع شده و این اثر در تاریخ ۲۶ اسفند ۱۳۸۷ با شمارهٔ ثبت ۲۵۸۶۹ به‌عنوان یکی از آثار ملی ایران به ثبت رسیده است.